# ワークマネジメント
ワークマネジメント（英語: Work Management）は、チームで仕事に取り組む際に必要なマネジメントの考え方である。
英：Gartner の用語集において、ワークマネジメントの考え方が書いてある。

## プロジェクトマネジメントとの比較
「ワークマネジメント」と「プロジェクトマネジメント」は、目的と対象が異なる。
異なる項目は、テクニック、対象期間、パーパス、対象範囲、管理対象、システムを利用するメリットなどがある。
また、「ワークマネジメント」「プロジェクトマネジメント」用のソフトウェアとして、「ワークマネジメントソフトウェア」「プロジェクトマネジメントソフトウェア」が市販されている。
市販されている多くの「ワークマネジメントソフトウェア」と「プロジェクトマネジメントソフトウェア」はマネジメント方法が異なるため、仕組みも大きく異なる。
また、ワークマネジメントソフトウェアとプロジェクトマネジメントソフトウェアは、コラボレーティブソフトウェアに属す。
表１：ワークマネジメントとプロジェクとマネジメントの比較
| 項目                       | ワークマネジメント                                                                           | プロジェクトマネジメント                       |
| -------------------------- | -------------------------------------------------------------------------------------------- | ---------------------------------------------- |
| 技法                       | プロジェクト、進行中のプロセス、日常業務などのワークフローを整理する                         | プロジェクトの管理、個々のプロジェクトの調整   |
| 対象期間                   | 常時（不定期）                                                                               | 一定期間                                       |
| 目的                       | 組織全体で人と仕事を調整する                                                                 | 成果物とマイルストーンの個人およびチームの達成 |
| 適用範囲                   | 組織全体                                                                                     | プロジェクト関係者                             |
| 管理対象                   | メンバーの仕事                                                                               | プロジェクト                                   |
| システムを利用するメリット | プロジェクトのすべてのマイルストーンを俯瞰し、それらがどのようにつながっているかを確認できる | プロジェクトの、説明責任、可視性、および検索性 |